# Máscara funeraria de Psusennes I
La máscara funeraria de Psusennes I es la máscara funeraria en oro del antiguo faraón egipcio Psusenes I (1047–1001 a. C.) de la XXI dinastía. Fue descubierta por el egiptólogo francés Pierre Montet en febrero-marzo de 1940 en la necrópolis de Tanis y se encuentra en el Museo Egipcio de El Cairo.

## Descubrimiento y descripción
En los sepelios reales de Tanis se encontraron un total de cuatro máscaras funerarias, todas en oro, pertenecientes a los faraones Psusennes I (helenización del original egipcio Pasebakenniut), Amenemope (1001–992 a. C.), Sheshonq II (887–885 a. C.) y al general Uendjebauendjed (contemporáneo de Psusennes I). Pierre Montet encontró la cámara funeraria de Psusennes I el 15 de febrero de 1940 y entró en ella el 21 de febrero en presencia de rey Faruq I de Egipto; fue necesario retirar un enorme bloque de granito que la sellaba, antes de alcanzar el sarcófago del rey. Una vez abierto el gran sarcófago en granito rosa (sustraído de la tumba de Merenptah, sucesor de Ramsés II) rodeado de ushabtis y tras un segundo sarcófago en granito negro, los arqueólogos se encontraron frente al majestuoso féretro del rey en plata maciza, parcialmente dañado por la humedad de Tanis. En el antiguo Egipto, la plata era más cara que el oro al ser menos abundante. La momia intacta del faraón portaba, además de la máscara, varias joyas (30 anillos, 22 brazaletes), cubrededos, amuletos, sandalias y un manto: todo en oro.
La máscara sobre la momia, ahora ya reducida a esqueleto debido a la mayor humedad del Bajo Egipto, de Psusennes I, es la más rica y elaborada entre las halladas en el lugar — la segunda de un soberano, entre las máscaras funerarias egipcias llegadas hasta la actualidad, después de la célebre de Tutankamón, trescientos años anterior y con la cual guarda similitud. Pero el Egipto del siglo XI a. C. ya era incomparablemente menos rico y poderoso. Mientras la máscara de Tutankamón lleva inscripciones jeroglíficas en la parte posterior del peto con un capítulo del Libro de los Muertos, la de Psusennes I no tiene ninguna; además, las incrustaciones en pasta vítrea y lapislázuli conciernen solamente a los ojos y las cejas, sin subrayar las rayas del pañuelo ceremonial nemes, ni las líneas de la barba postiza o los detalles del gran ureo sobre la frente del soberano.
Frente a los varios kilos de oro empleados en la primera, la máscara de Psusennes fue realizada en una lámina de oro de espesor inferior al milímetro (0,6 mm) y la decoración realizada casi solamente mediante incisión; el ureo y la falsa barba fueron tallados separadamente y aplicados más tarde. El artista confirió al rostro del soberano una apariencia juvenil idealizada, muy distinta del aspecto real de Psusennes I, reconstruido a partir del cráneo: un anciano de ochenta años, afectado por artritis y con dientes cariados.
Debido al clima más húmedo y lluvioso, los yacimientos del Bajo Egipto no son tan abundantes como los del Alto Egipto, cuyo ambiente seco y desértico permite la conservación incluso de materiales perecederos que habitualmente no se conservan, como madera, cuero, textiles, papiro, alimentos o las mismas momias... pero incluso con su menor riqueza las tres tumbas reales de Tanis son las únicas que se han descubierto prácticamente intactas, además de la de Tutankamón. A pesar de la importancia del hallazgo, el estallido de la Segunda Guerra Mundial hizo que pasara bastante desapercibido, muy al contrario que el publicitado descubrimiento de Howard Carter.
 